# Zafonic
Zafonic (1990-2002) est un cheval de course pur-sang anglais, né aux États-Unis et entraîné en France, meilleur 2 ans européen en 1992.

## Carrière de courses
Né aux haras américain de son propriétaire Khalid Abdullah, entraîné à Chantilly par André Fabre et monté par le Britannique Pat Eddery, Zafonic cause une énorme impression pour ses débuts dans le prisé Prix de Tancarville lors du meeting de Deauville. Preuve de l'estime que lui porte son mentor, le poulain réapparait dix jours plus tard (une anomalie pour un poulain de ce calibre, qui se produit rarement à moins de trois semaines d'intervalle), dans le Prix Morny, où favori, il s'impose nettement. Un phénomène est né. Le nouveau Arazi, qui l'année précédente avait lui aussi survolé les meilleures épreuves pour 2 ans ? On est en droit de le penser car, comme lui, Zafonic ne fait qu'une bouchée de ses adversaires dans le Prix de la Salamandre. Puis s'en va démolir les Anglais dans les Dewhurst Stakes, la plus prestigieuse course de 2 ans sur le sol britannique : 4 longueurs sanctionnent sa supériorité. Zafonic est, naturellement, élu meilleur 2 ans d'Europe.
Le retour du prodige à 3 ans est attendu dans l'effervescence, et il est déjà le grand favori des 2000 Guinées. Pourtant, coup de tonnerre à Maisons-Laffitte : dans le Prix Djebel, qui doit lui servir de tremplin pour Newmarket, Zafonic est battu d'un souffle par Kingmambo, un excellent poulain, certes (il s'en ira cueillir la Poule d'Essai des Poulains quelques semaines plus tard), mais qu'il avait nettement devancé à 2 ans. Mais il ne faut pas prendre cette performance au pied de la lettre : si le poulain a perdu son invincibilité, la course n'est après tout qu'une mise en jambes en vue de son premier grand objectif de l'année. Qu'il s'en va remplir brillamment, Zafonic s'imposant de toute une classe, s'adjugeant au passage, en 1'35"32, le record de l'épreuve qui tenait depuis My Babu en 1948.
Zafonic est bien le crack annoncé et, après un break au printemps, il doit le confirmer dans les Sussex Stakes, face aux chevaux d'âge. Las, c'est la douche froide. Le grandissime favori termine péniblement à la septième place tandis que le Français Bigstone s'explique avec la championne Sayyedati pour la victoire. Quelques jours après la course, un examen explique la déconvenue, le poulain ayant été victime d'une rupture d'un vaisseau sanguin durant le parcours. On ne reverra plus Zafonic sur un hippodrome. Début août, Juddmonte Farms annonce la fin de sa carrière, laissant dans son sillage une certitude - il est assurément un crack - et une énigme - quel genre de crack ? 

### Résumé de carrière
| Date         | Hippodrome       | Pays        | Course                | Statut      | Distance    | Jockey      | Place       | Écart       | Vainqueur ou deuxième |
| 1992, 2 ans  | 1992, 2 ans      | 1992, 2 ans | 1992, 2 ans           | 1992, 2 ans | 1992, 2 ans | 1992, 2 ans | 1992, 2 ans | 1992, 2 ans | 1992, 2 ans           |
| ------------ | ---------------- | ----------- | --------------------- | ----------- | ----------- | ----------- | ----------- | ----------- | --------------------- |
| 13 août      | Deauville        | France      | Prix de Tancarville   | Maiden      | 1 300 m     | Pat Eddery  | 1er / 6     | 2 ½         | Whisperer             |
| 23 août      | Deauville        | France      | Prix Morny            | Gr. 1       | 1 200 m     | Pat Eddery  | 1er / 10    | 3/4         | Secrage               |
| 13 septembre | Longchamp        | France      | Prix de la Salamandre | Gr. 1       | 1 400 m     | Pat Eddery  | 1er / 6     | 3           | Kingmambo             |
| 16 octobre   | Newmarket        | Royaume-Uni | Dewhurst Stakes       | Gr. 1       | 1 400 m     | Pat Eddery  | 1er / 11    | 4           | Inchinor              |
| 1993, 3 ans  |                  |             |                       |             |             |             |             |             |                       |
| 7 avril      | Maisons-Laffitte | France      | Prix Djebel           | Listed      | 1 400 m     | Pat Eddery  | 2e / 4      | cte tête    | Kingmambo             |
| 1er mai      | Newmarket        | Royaume-Uni | 2000 Guinées          | Gr. 1       | 1 600 m     | Pat Eddery  | 1er / 10    | 3 ½         | Barathea              |
| 28 juillet   | Goodwood         | Royaume-Uni | Sussex Stakes         | Gr. 1       | 1 600 m     | Pat Eddery  | 7e / 10     | 8 ¼         | Bigstone              |

## Au haras
Retiré au haras plutôt que prévu, Zafonic est très attendu par les éleveurs, qui doivent débourser jusqu'à £ 30 000 pour s'offrir ses services. Il justifie les attentes placées en lui en étant leader des étalons de première production en 1997. Et dès sa première génération en piste, on croit trouver en son fils Xaar son successeur, puisque le poulain, défendant lui aussi les couleurs Abdullah et l'entraînement Fabre défraie la chronique en s'adjugeant, après une deuxième place dans le Prix Morny, le Prix de la Salamandre et les Dewhurst Stakes, obtenant lui aussi le titre de meilleur 2 ans européen. Mais lui ne confirmera pas par la suite, malgré ses accessits dans les Champion Stakes et les Eclipse Stakes. Zafonic a donné 3 autres lauréats de groupe 1 : Zafeen (St. James's Palace Stakes), Count Dubois (Gran Criterium) et Zee Zee Top, lauréate du Prix de l'Opéra et mère de Izzi Top (Pretty Polly Stakes, Prix Jean Romanet). Il est également le père du bon étalon Iffraaj, d'où le très influent Wootton Bassett.
Mais à l'image de sa carrière en piste, l'héritage de Zafonic au haras aurait sans doute été plus glorieux si le sort ne s'était pas acharné contre lui. Envoyé en Australie à l'été 2002, il est victime d'un accident dans son paddock et meurt le 7 septembre.

## Origines
Zafonic est un fils de Gone West, l'un des meilleurs continuateurs au haras de Mr. Prospector. Vainqueur des Dwyer Stakes (Gr.1) et deuxième des Wood Memorial Stakes à 3 ans, il a donné une quinzaine de lauréats de groupe 1 tant sur le gazon que sur le dirt, parmi lesquels Da Hoss (Breeders' Cup Mile), Johar (Breeders' Cup Turf), Commendable (Belmont Stakes), Marsh Side (Canadian International) ou encore Speightstown (Breeders' Cup Sprint), devenu un étalon de premier plan tout comme Elusive Quality, père notamment de Raven's Pass et Smarty Jones. Au plus fort de sa carrière, Gone West faisait la monte à $ 150 000 à Mill Ridge Farm près de Lexington, Kentucky.
Zaizafon, la mère de Zafonic, avait montré de la qualité en piste, remportant les Seaton Delaval Stakes (Gr.3) et prenant la troisième place des Queen Elizabeth II Stakes, groupe 2 à l'époque. Elle est à l'origine de l'une des plus belles lignées maternelles de Juddmonte Farms, qui avait acquis sa mère Mofida (placée de groupe 3). En effet Zaizafon est la mère de 13 produits, et on peut égrener de manière sélective sa descendance :
- 1990 : Zafonic
- 1992 : Bold Empress (Diesis),
  - deuxième mère de Irish Rookie (Azamour) : 2e Poule d'Essai des Pouliches, Ridgewood Pearl Stakes (Gr.2), 3e Sun Chariot Stakes.
- 1993 : Descant (Nureyev), mère de : 
  - Cougar Mountain (Fastnet Rock) : Joel Stakes (Gr.3), Desmond Stakes (Gr.3). 2e Amethyst Stakes (Gr.3). 3e Queen Anne Stakes. 4e Eclipse Stakes.

### Pedigree
| Origines de Zafonic (USA), mâle bai né en1990 | Origines de Zafonic (USA), mâle bai né en1990 | Origines de Zafonic (USA), mâle bai né en1990 | Origines de Zafonic (USA), mâle bai né en1990 |
| --------------------------------------------- | --------------------------------------------- | --------------------------------------------- | --------------------------------------------- |
| Père Gone West 1984                           | Mr. Prospector 1970                           | Raise a Native                                | Native Dancer                                 |
| Père Gone West 1984                           | Mr. Prospector 1970                           | Raise a Native                                | Raise You                                     |
| Père Gone West 1984                           | Mr. Prospector 1970                           | Gold Digger                                   | Nashua                                        |
| Père Gone West 1984                           | Mr. Prospector 1970                           | Gold Digger                                   | Sequence                                      |
| Père Gone West 1984                           | Secrettame 1978                               | Secretariat                                   | Bold Ruler                                    |
| Père Gone West 1984                           | Secrettame 1978                               | Secretariat                                   | Somethingroyal                                |
| Père Gone West 1984                           | Secrettame 1978                               | Tamerett                                      | Tim Tam                                       |
| Père Gone West 1984                           | Secrettame 1978                               | Tamerett                                      | Mixed Marriage                                |
| Mère Zaizafon 1982                            | The Minstrel 1974                             | Northern Dancer                               | Nearctic                                      |
| Mère Zaizafon 1982                            | The Minstrel 1974                             | Northern Dancer                               | Natalma                                       |
| Mère Zaizafon 1982                            | The Minstrel 1974                             | Fleur                                         | Victoria Park                                 |
| Mère Zaizafon 1982                            | The Minstrel 1974                             | Fleur                                         | Flaming Page                                  |
| Mère Zaizafon 1982                            | Mofida 1974                                   | Right Tack                                    | Hard Tack                                     |
| Mère Zaizafon 1982                            | Mofida 1974                                   | Right Tack                                    | Polly Macaw                                   |
| Mère Zaizafon 1982                            | Mofida 1974                                   | Wold Lass                                     | Vilmorin                                      |
| Mère Zaizafon 1982                            | Mofida 1974                                   | Wold Lass                                     | Cheb (famille 9-e)                            |